# Cerro Porteño
Club Cerro Porteño (eller bare Cerro Porteño) er en paraguayansk fodboldklub fra hovedstaden Asunción. Klubben spiller i landets bedste liga, Primera División de Paraguay, og har hjemmebane på stadionet Estadio General Pablo Rojas. Klubben blev grundlagt den 1. oktober 1912, og har siden vundet hele 32 mesterskaber, næstflest i landet nogensinde, kun overgået af lokalrivalerne fra Olimpia.

## Titler
- Paraguayansk mesterskab (32): 1913, 1915, 1918, 1919, 1935, 1939, 1940, 1941, 1944, 1950, 1954, 1961, 1963, 1966, 1970, 1972, 1973, 1974, 1977, 1987, 1990, 1992, 1994, 1996, 2001, 2004, 2005, 2009 Apertura, 2012 Apertura, 2013 Clausura, 2015 Apertura, 2017 Clausura

- Torneo República (3): 1989, 1991, 1995

## Kendte spillere
| 1980'erne - Justo Jacquet (1981–88), (1990), (1992-1993) - Adriano Custódio Mendes (1988) 1990'erne - Francisco Arce (1991–94) - Carlos Gamarra (1991–92), (1993–95) - Faryd Mondragon (1993) - Julio César Yegros (1994) - Jorge Núñez (1996–99), (2002–03), (2007–08) - Ricardo Bitancort (1997) - Paulo da Silva (1998) - Delio Toledo (1998–99) - Fabián Caballero (1998–99) - Diego Gavilán (1998–99) - Jerry Laterza (1994–95) - William Inganga (1996) - Tobie Mimboe (1996) - Geremi Njitap (1997) - Cyrille Florent Bella (1998) | 2000'erne - Julio dos Santos (2001–05), (2009–2014), (2019–) - Édgar Barreto (2002–03) - Diego Barreto (2002–07), (2008), (2009–15) - Dante López (2003) - Diego Cabrera (2003) - Glaucineis Martins (2003–2005) - Juan Cardozo (2005–06) - Lorgio Álvarez (2005), (2007–08) - Roberto Ovelar (2006–07) - Marcelo Estigarribia (2006–08)(2016) - Pablo Escobar (2006) - Celso Ortiz (2007–10) - Rodrigo Burgos (2007–12) - Iván Piris (2008–11) - Roberto Nanni (2009–13) - Kenneth Nkweta Nju (2000–01) - Nozomi Hiroyama (2001) - Froylán Ledezma (2001–02) | 2010'erne - Pablo Zeballos (2010) - Fredy Bareiro (2011) - Nelson Cuevas (2011) - Luis Núñez (2011) - Jonathan Fabbro (2011–13), (2014–) - Walter López (2012) - Rodrigo López (2012–13) - Fidencio Oviedo (2012–) - Williams Martínez (2013) - Paul Ambrosi (2013) - Miguel Almirón (2013–15) - José Ortigoza (2013), (2014–) - Jonathan Santana (2014–) - Mauricio Sperduti (2014–15) - Diego Lugano (2015) - Diego Madrigal (2011) - Daniel Güiza (2013–15) - Luís Leal (2016–17) |

## Danske spillere
- Ingen